# Veenendaal-Veenendaal 1988
La Veenendaal-Veenendaal 1988, terza edizione della corsa, si svolse il 24 agosto su un percorso di 268 km, con partenza e arrivo a Veenendaal. Fu vinta dal belga Ronny Vlassaks della squadra Superconfex-Yoko davanti agli olandesi John Bogers e Hennie Kuiper.

## Ordine d'arrivo (Top 10)
| Pos. | Corridore            | Squadra     | Tempo    |
| ---- | -------------------- | ----------- | -------- |
| 1    | Ronny Vlassaks       | Superconfex | 6h32'10" |
| 2    | John Bogers          | Roland      |          |
| 3    | Hennie Kuiper        | Sigma-Fina  |          |
| 4    | Jos Lammertink       | TVM         |          |
| 5    | Nico Verhoeven       | Superconfex |          |
| 6    | Jacques van der Poel | Roland      |          |
| 7    | Patrick Hendrickx    | Hitachi     |          |
| 8    | Allan Peiper         | Panasonic   |          |
| 9    | Adrie Kools          | Sigma-Fina  |          |
| 10   | John Talen           | Panasonic   |          |